# San Gregorio VII
San Gregorio VII är en kyrkobyggnad och titelkyrka i Rom, helgad åt den helige påven Gregorius VII. Kyrkan är belägen vid Via Gregorio VII i quartiere Aurelio och tillhör församlingen San Gregorio VII.

## Historia
Kyrkan uppfördes åren 1959–1961 efter ritningar av arkitekterna Mario Paniconi och Giulio Pediconi och konsekrerades den 20 maj 1961.
Kyrkans tak bärs upp av 28 höga betongpelare. Själva murytan är beklädd med rött tegel. På ömse sidor av portalen sitter två högreliefer, utförda av Luigi Venturini. Den högra reliefen framställer Påve Innocentius III:s dröm. Enligt legenden drömde påven en natt om hur Lateranbasilikan var nära att störta samman, men plötsligt kom en man – Franciskus av Assisi – och räddade kyrkan och bar upp den på sina skuldror. I detta sammanhang är denna kyrka en sinnebild för Romersk-katolska kyrkan. Reliefen till vänster visar det tillfälle då Påve Honorius III beviljar franciskanordens regel. Ovanför portalen sitter reliefen Helige Gregorius VII, ett verk av Antonio Biggi.
Ovanför högaltaret hänger Den korsfäste Kristus, en bronsskulptur av Pericle Fazzani. I högkoret hänger även tio freskpaneler utförda av Luigi Montanarini.

## Titelkyrka
Kyrkan stiftades som titelkyrka av påve Paulus VI år 1969.
Kardinalpräster
- Eugênio de Araújo Sales: 1969–2012
- Isaac Cleemis Thottunkal: 2012–

## Bilder
| - Helige Gregorius VII. Lågrelief på fasaden. - Påve Honorius III beviljar franciskanordens regel. Högrelief på fasaden. |